# Federico Mancinelli
Federico Mancinelli (Bahía Blanca, Buenos Aires, Argentina, 8 de mayo de 1982) es un exfutbolista argentino. Jugaba de defensor  y su último equipo fue Villa Mitre del Torneo Federal A.

## Clubes
| Club                    | País      | Año       |
| ----------------------- | --------- | --------- |
| Tiro Federal (BB)       | Argentina | 1998-2003 |
| Rosario Puerto Belgrano | Argentina | 2003-2005 |
| Villa Mitre             | Argentina | 2005-2006 |
| Olimpo                  | Argentina | 2006-2008 |
| Mérida                  | México    | 2008-2010 |
| Real Potosí             | Bolivia   | 2011      |
| Olimpo                  | Argentina | 2011-2012 |
| Huracán                 | Argentina | 2012-2019 |
| Patronato               | Argentina | 2019-2020 |
| Sarmiento (J)           | Argentina | 2020-2021 |
| Guillermo Brown (PM)    | Argentina | 2022      |
| Villa Mitre (BB)        | Argentina | 2023-Act. |

## Estadísticas
| Club                         | País      | Año                     | Partidos | Goles |
| ---------------------------- | --------- | ----------------------- | -------- | ----- |
| Club Tiro Federal            | Argentina | 1998 - 2003             | 155      | 10    |
| Club Rosario Puerto Belgrano | Argentina | 2003 - 2005             | 13       | 1     |
| Club Villa Mitre             | Argentina | 2005 - 2006             | 32       | 3     |
| Club Olimpo                  | Argentina | 2006 - 2008 2011 - 2012 | 54       | 1     |
| Venados Fútbol Club          | México    | 2008 - 2010             | 67       | 6     |
| Club de Fútbol Atlante       | México    | 2010 - 2011             | 13       | 0     |
| Club Atlético Huracán        | Argentina | 2012 - 2019             | 194      | 6     |
| Club Atlético Patronato      | Argentina | 2019 - 2020             | 18       | 0     |

## Palmarés

### Campeonatos nacionales
| Título              | Club        | Sede         | Año     |
| ------------------- | ----------- | ------------ | ------- |
| Torneo Argentino A  | Villa Mitre | Bahia Blanca | 2005/06 |
| Primera B Nacional  | Olimpo      | Bahía Blanca | 2006/07 |
| Torneo Clausura     | Mérida      | Tijuana      | 2009    |
| Copa Argentina      | Huracán     | San Juan     | 2014    |
| Supercopa Argentina | Huracán     | San Juan     | 2014    |
| Primera Nacional    | Sarmiento   | Argentina    | 2020    |

### Torneos regionales
| Torneo       | Club            | Sede         | Año  |
| ------------ | --------------- | ------------ | ---- |
| Liga del Sur | Tiro Federal BB | Bahía Blanca | 2004 |

| Torneo          | Club        | Sede         | Año  |
| --------------- | ----------- | ------------ | ---- |
| Torneo Apertura | Villa Mitre | Bahía Blanca | 2005 |
| Torneo Apertura | Olimpo      | Bahía Blanca | 2006 |
| Torneo Clausura | Olimpo      | Bahía Blanca | 2007 |